# Melchior (site)
Melchior est un site internet français créé en 2001 par le think-tank patronal l'Institut de l'Entreprise. Selon les termes d'un partenariat avec le ministère de l'Éducation nationale, il fournit des contenus pédagogiques, parfois controversés.

## Historique
Créé en 2001 dans le cadre plus général d'un programme Enseignants-Entreprises, son but proclamé est d'aider les enseignants à compléter leurs sources de documentation. Pour Antoine Frérot, patron de Veolia, l'Institut de l'entreprise a créé le site Melchior pour « relier les cours à l'actualité ».
Le site bénéficie depuis 2012 d'un partenariat avec le ministère de l'Éducation nationale. Un comité stratégique présidé par Patrick Artus associe représentants de l’Éducation nationale, du monde de l’entreprise et des personnalités qualifiées.

## Critiques
Le site est peu apprécié par un corps professoral qui regrette une ingérence pédagogique. L’Association des professeurs de sciences économiques et sociales (Apses) critique la transformation du ministère de l’éducation nationale en « relais de la propagande d’un lobby patronal ».
Pour l'universitaire Sabine Rozier, l'Institut de l'Entreprise cherche à créer un environnement « favorable » aux grandes entreprises françaises. Son ambition est limitée car le think-tank est contraint de pratiquer une communication qui en apparence, reste dépourvue de connotation politique.
Si le site est rédigé par des enseignants, rétribués par l'Institut de l'Entreprise, les entreprises peuvent payer pour y héberger du contenu. Le caractère pédagogique de ce contenu est critiqué, s'apparentant parfois à une simple communication de la part des entreprises.